# Geositta punensis
A Geositta punensis a madarak (Aves) osztályának verébalakúak (Passeriformes) rendjébe és a fazekasmadár-félék (Furnariidae) családjába tartozó faj.

## Rendszerezése
A fajt Roberto Dabbene olasz-argentin ornitológus írta le 1917-ben.

## Előfordulása
Argentína, Bolívia, Chile és Peru területén honos. A természetes élőhelye szubtrópusi és  trópusi füves puszták és bokrosok.

## Megjelenése
Átlagos testhossza 15 centiméter, testtömege 22-29 gramm.

## Életmódja
Ízeltlábúakkal és magvakkal táplálkozik.

## Természetvédelmi helyzete
Nagy az elterjedési területe, egyedszáma stabil. A Természetvédelmi Világszövetség Vörös listáján még a nem fenyegetett kategóriában szerepel a faj.

## Külső hivatkozások
- Képek az interneten a fajról
- Internet Bird Collection - videók a fajról
- Xeno-canto.org - a faj hangja és elterjedési területe